# آرامگاه پیرعطا
مقبره پیرعطا مربوط به دوره قاجار است و در تهران، خیابان پامنار،سه راه دانگی، نبش کوچه مشیرخلوت، پلاک ۱۴۶ واقع شده و این اثر در تاریخ ۲۲ مرداد ۱۳۸۴ با شمارهٔ ثبت ۱۳۳۵۳ به‌عنوان یکی از آثار ملی ایران به ثبت رسیده است.
مقبره پیر عطا، آرامگاه یکی از نوادگان موسی بن جعفر می باشد که سید العلما پیرعطا نامیده شده است. مقبره و صحن اطراف آن طبق گفته متولی امامزاده در حدود ۲۵۰ الی ۳۰۰ سال پیش احداث گردیده است. تارخ حک شده بر لبه بدنه بیرونی دیوار نمای شمالی در حیاط سال ۱۲۱۴ ه.ق را نشان می دهد که سال بازسازی بنا می باشد. نوع مالکیت بنا وقفی است و در تاریخ ۲۲ مرداد ۱۳۸۴ در فهرست آثار ملی به ثبت رسیده است.
درخت چناری حدودا ۱۲۰۰ ساله در ورودی این بقعه قرار داشت که چند سال بعد از انقلاب توسط شهردار وقت به بهانه تعریض خیابان بریده شد.
آب انباری قدیمی نیز در زیر این بقعه قرار داشت که بعد از ریزش دیوار این بقعه در سال ۱۳۷۲ از بین رفت.
هیئتی به همین نام  در سه راه امین حضور کوچه توکلی قرار دارد (هئیت پیرعطا) که دومین هئیت مذهبی قدیمی تهران میباشد.